# Frije Bilkerts
Frije Bilkerts was de vereniging voor inwoners van de voormalige gemeente het Bildt in Friesland. De vereniging is opgericht op 19 november 2009 en had als doel om inwoners de mogelijkheid te geven een eigen inbreng te hebben in het te voeren beleid van de gemeente en de te nemen raadsbesluiten. De vereniging richtte zich met name op het behoud van de Bildtse taal, cultuur en het unieke landschap.

## Geschiedenis
De vereniging is ontstaan op initiatief van Leendert Ferwerda uit Sint Annaparochie. Na afsplitsing als raadslid van de PvdA heeft Ferwerda voor zijn eenmansfractie de naam Frije Bilkerts gebruikt.

### Ferwerda
De naam Frije Bilkerts is eigenlijk al jaren eerder ontstaan. In 1974 was Ferwerda een van de oprichters van de politiek partij Werkgroep ’t Bildt. Hij stond destijds voor deze partij op de lijst, maar werd niet gekozen. In 1986 probeerde hij het opnieuw. Hij richtte persoonlijk de politieke partij Frije Bilkerts op. Opnieuw kwam hij niet in de gemeenteraad, omdat zijn partij de kiesdeler niet haalde.
In 2006 werd Ferwerda benaderd door de PvdA of hij op de lijst voor de gemeenteraadsverkiezingen wilde staan. Als nummer twee kwam hij bij de verkiezingen van dat jaar met ruim 300 voorkeurstemmen in de gemeenteraad van Het Bildt.
Eind 2008 was Ferwerda’s  afwijkende standpunt over de toekomst van zwembad De Bildtse Slag de aanleiding dat hij uit de PvdA-fractie stapte. Voor dit incident week zijn stemgedrag al vaker af van dat van de PvdA. De kwestie over het zwembad was voor Ferwerda het moment om alleen door te gaan onder de naam Frije Bilkerts, de naam die hij in 1986 al had gebruikt.
Om in 2010 met raadsverkiezingen mee te kunnen doen, was het voor Ferwerda zinvol een vereniging of stichting op te richten. Met brede steun is vervolgens de vereniging van Frije Bilkerts tot stand gekomen.

## Doel
Het doel van de vereniging Frije Bilkerts is het zijn van een gemeentelijke vereniging waarvan de leden, elk vanuit een eigen levensbeschouwelijke en/of maatschappelijke achtergrond, de inwoners van de gemeente Het Bildt in de gemeenteraad vertegenwoordigen op basis van persoonlijke standpunten.

## Gemeenteraad
Bij de gemeenteraadsverkiezingen van 3 maart 2010 stonden acht kandidaat-raadsleden op de lijst. Ferwerda was lijsttrekker en op nummer twee stond Roel Nauta. Nauta had de Bildtse afdeling van de Socialistische Partij (SP) opgericht. Omdat de landelijke SP niet wilde dat de SP meedeed aan de gemeenteraadsverkiezingen van 2010 ruilde Nauta de SP in voor de Frije Bilkerts. Hiervoor moest hij het lidmaatschap van de SP opzeggen. De Frij Bilkerts kregen bij de verkiezingen in 2010 twee raadszetels.
Bij de verkiezingen op 19 maart 2014 deden de Frije Bilkerts opnieuw mee. Op de lijst stond deze keer elf kandidaat-raadsleden. Belangrijkste thema was de gemeentelijke herindeling. De inwoners van de gemeente Het Bildt voelden zich niet gehoord en vond dat zonder inspraak was besloten tot een gemeentelijke herindeling met Harlingen, Menameradiel en Franekeradeel.
De Frije Bilkerts kregen vier zetels en waren in zetels nu even groot als het CDA, de grootste partij van de gemeente Het Bildt.
Naast Ferwerda en Nauta traden nu ook Frans van der Mossel en Ben Bruinsma toe tot de gemeenteraad namens de Frije Bilkerts. Frans van der Mossel was voormalig raadslid van Werkgroep 't Bildt en stond op nummer drie van de lijst van de Frije Bilkerts. Hij stapte over omdat hij tegen de gemeentelijke herindeling is. Ben Bruinsma heeft geen politiek verleden en is nieuw in de raad. 

### College 2014
De Frije Bilkerts namen geen deel aan de college-onderhandelingen. Breekpunt was de vasthoudendheid van de Frije Bilkerts om Het Bildt voort te laten bestaan als zelfstandige gemeente. Op advies van informateur Lieuwe Miedema onderhandelden het CDA, Werkgroep 't Bildt en de PvdA over een te vormen college. Door het afwijkende standpunt over de gemeentelijke herindeling bleef Frije Bilkerts buiten het college van burgemeester en wethouders.